# Bahnhof Bad Herrenalb
Der Bahnhof Bad Herrenalb ist der Bahnhof der Stadt Bad Herrenalb in Baden-Württemberg. Er liegt am Bahnhofsplatz nördlich der Innenstadt und bildet den Endpunkt der Albtalbahn.

## Geschichte

### Alter Schmalspurbahnhof
Als die meterspurige Albtalbahn zwischen Karlsruhe und Herrenalb gebaut wurde, entstand am nordwestlichen Ortsrand der Endbahnhof der Lokalbahn. Die Eröffnung fand am 2. Juli 1898 statt; der Bahnhof besaß vier Gleise. Von Beginn an war er als Endbahnhof konzipiert. Südlich des Bahnhofs entstand ein eingleisiger Lokschuppen mit Turm. Dieser wurde im Jahre 1910 auf zwei Gleise erweitert. Im Jahre 1911 erfolgte die Elektrifizierung der Strecke.

### Neuer Normalspurbahnhof
1961 erfolgte die Umspurung auf Normalspur. Durch den Umbau wurden der Lokschuppen und ein Güterschuppen abgerissen. Um das Empfangsgebäude herum führt seither eine Wendeschleife, die im Uhrzeigersinn durchfahren wird. Gleichzeitig übernahmen Straßenbahn-Gelenkwagen den Betrieb.
Das Empfangsgebäude von 1898 ist erhalten geblieben und beherbergt heute eine Wartehalle für Reisende, ein Restaurant, ein Reisebüro und eine Fahrschule. Ebenfalls noch vorhanden ist einer der Güterschuppen von 1898.

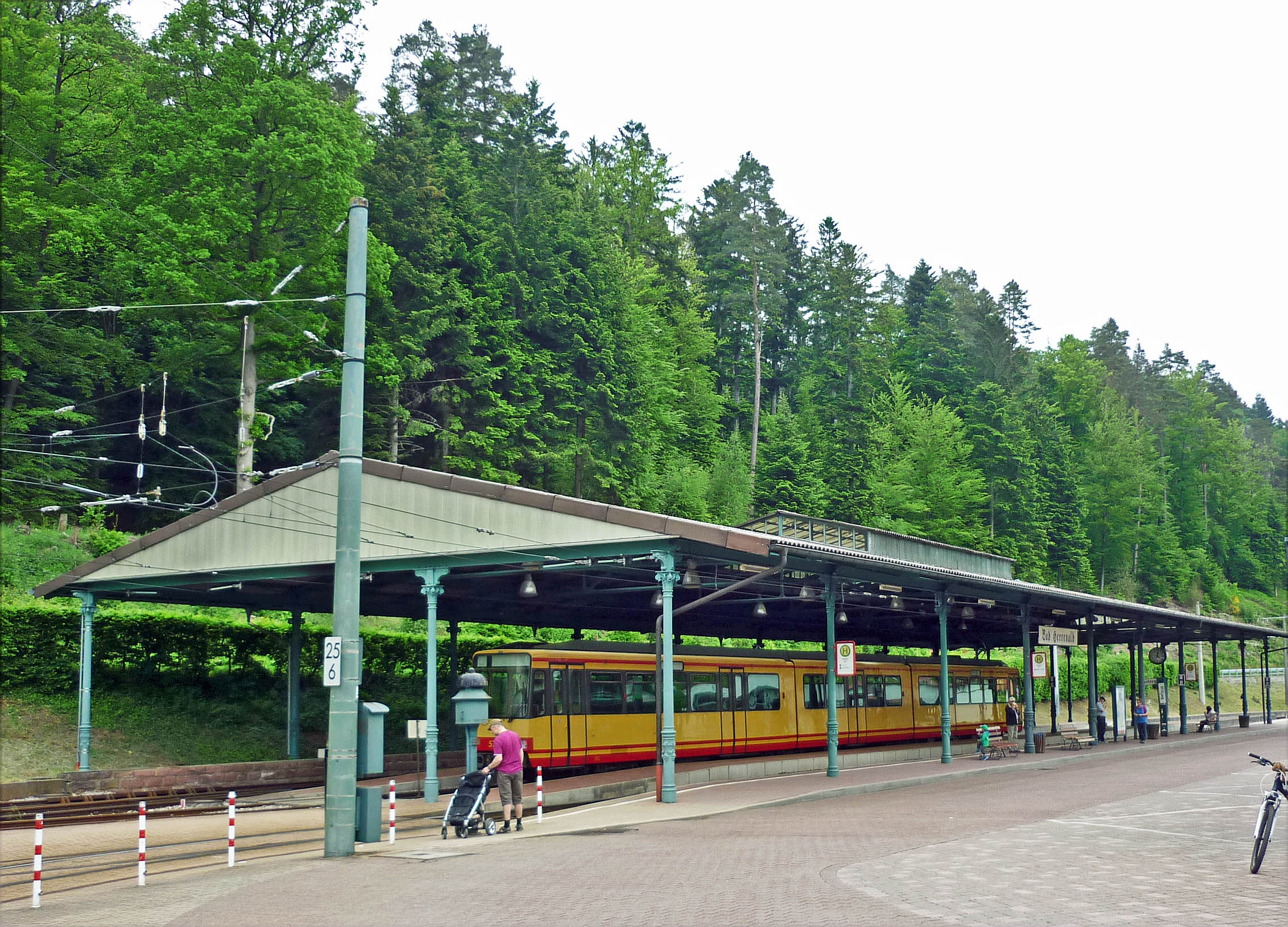
Stadtbahnzug in der Bahnsteighalle

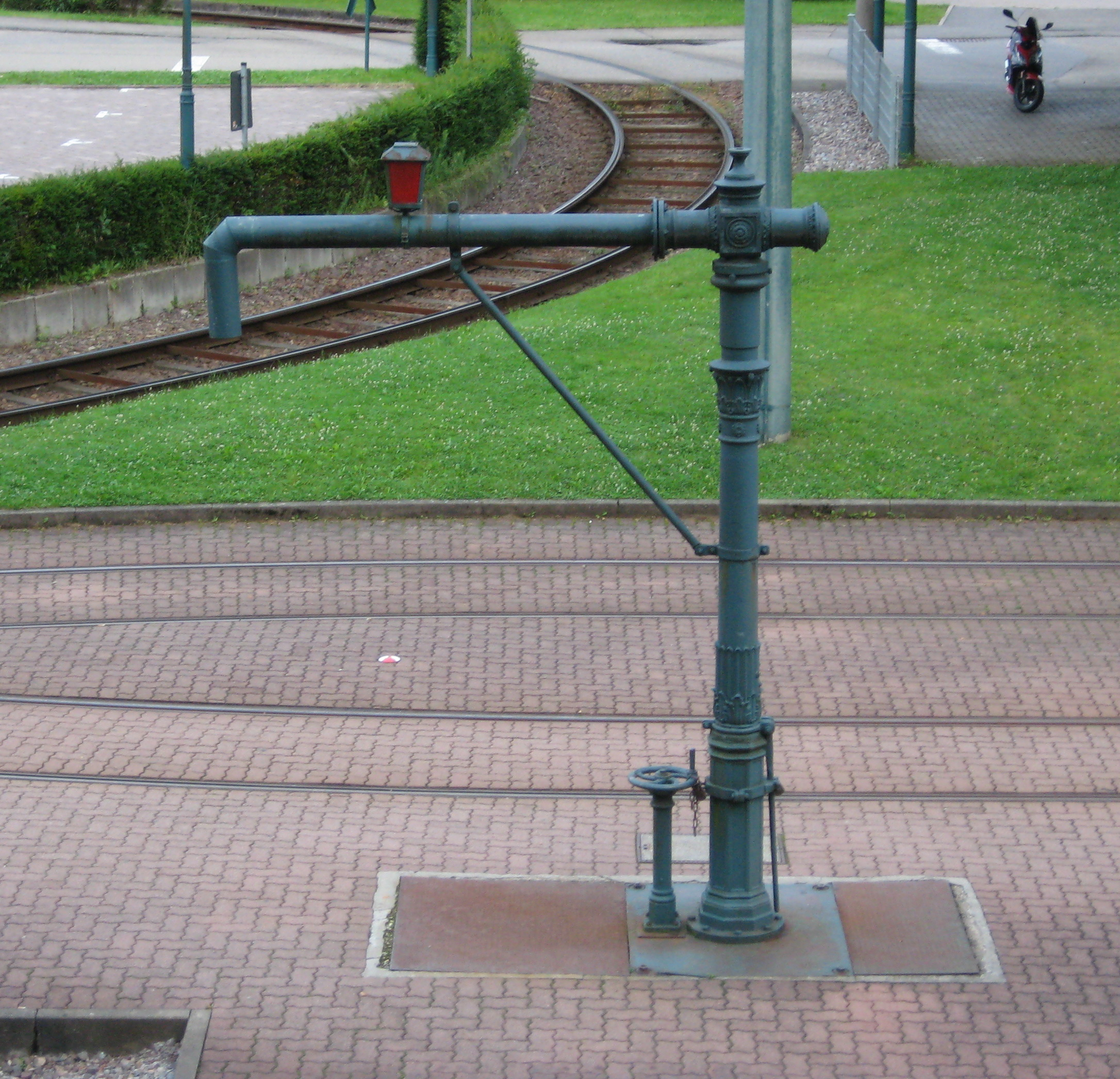
Wasserkran, dahinter die Wendeschleife für die Einrichtungswagen der AVG

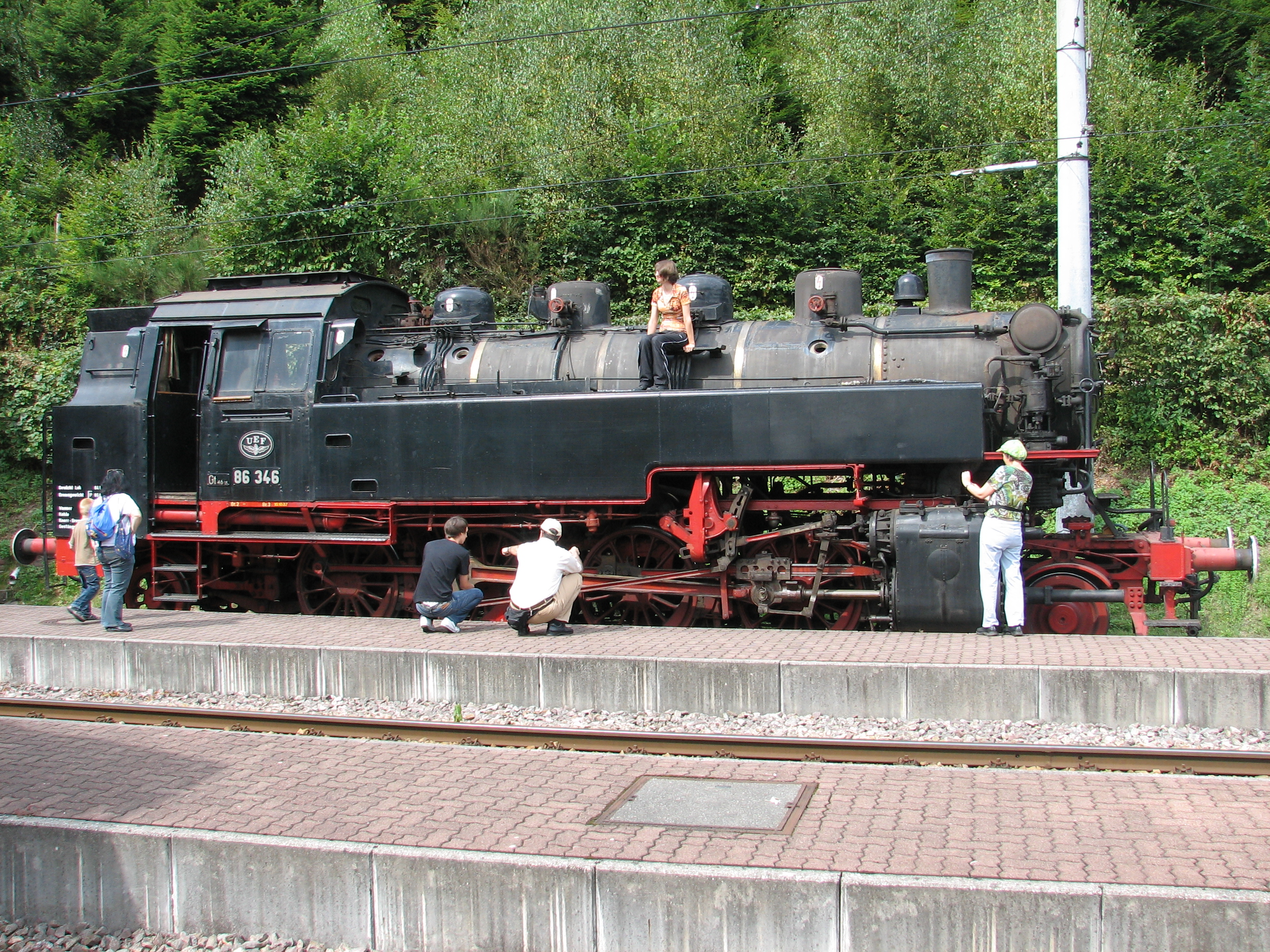
Dampflok der Ulmer Eisenbahnfreunde

Das Gesamtbild wird seit 1978 durch die historische Bahnhofshalle des ehemaligen Baden-Badener Stadtbahnhofs ergänzt; sie überspannt alle drei Bahnsteiggleise. Seit 1979 feiert die Albtal-Verkehrs-Gesellschaft (AVG) jährlich im August das so genannte „Bad Herrenalber Bahnhofsfest“. Auch besitzt der Bahnhof einen badischen Wasserkran für die im Sommer regelmäßig von den Ulmer Eisenbahnfreunden durchgeführten Dampfzugfahrten.
Ergänzt wird das historische Ensemble durch ein Schweizer Läutewerk, welches jede Ankunft eines Zuges ankündigt, und ein altes zweiflügliges Formsignal.
Ein modernes Triebwagen-Depot aus dem Jahr 1975, seit 1990 zweigleisig, erlaubt das Abstellen der heute eingesetzten Stadtbahntriebwagen.
Mit Wirkung vom 1. Juli 1995 wurde am Bahnhof die Abfertigung von Expressgut eingestellt.
Der Bahnhof Bad Herrenalb war zudem Talstation der Falkenburgbahn (Schrägaufzug), die ihn bis 2012 mit der Falkenburg-Klinik verband.

## Anlagen
Der Bahnhof Bad Herrenalb besitzt drei Bahnsteige mit den Maßen:
| Gleisnummer | Bahnsteighöhe ü. SO | Bahnsteiglänge |
| ----------- | ------------------- | -------------- |
| 1           | 380 mm              | 077 m          |
| 2           | 380 mm              | 095 m          |
| 3           | 380 mm              | 139 m          |

Sämtliche Gleise sind mit 750 V Gleichspannung elektrifiziert. Die Wendeschleife mit der daran anschließenden Abstellhalle und die an das Bahnsteiggleis 1 anschließenden Abstellgleise sind wegen der Rillenschienen mit Straßenbahnrillenweite nur mit Kompromissradsätzen nach AVG-Normen befahrbar. Die Wendeschleife wird im Uhrzeigersinn durchfahren.
Im nördlichen Bereich neben der Abstellhalle befinden sich zudem 30 Park&Ride-Plätze.
Auch ein Fahrradunterstand und mehrere Kurzzeitparkplätze sowie Taxistände sind vorhanden.
Auf dem Bahnhofsvorplatz befinden sich vier Abfahrtsplätze der Linienbusse, für die zwischenzeitliche Abstellung ist auf dem Bahnhofsgelände kein Parkplatz vorhanden. Sie nutzen einen nahegelegenen Busparkplatz.
Im Rahmen der Gartenschau 2017 wurde von Juli bis Oktober 2016 der Hausbahnsteig an Gleis 1 vollständig barrierefrei ausgebaut. Dazu gehören neben Blindenleitstreifen und einem dynamischen Fahrgastinformationsanzeiger auch die Verbreiterung des kombinierten Bahn/Bussteiges auf 3,5 m sowie die Anpassung des Hallendaches.

## Betrieb
Der Bahnhof Bad Herrenalb wird von der AVG als Bahnhof der Kategorie 1 eingestuft. Er wird von Stadtbahn-Zügen der Linie S1 im 40/20-Minuten-Takt angefahren. Im Ausflugsverkehr (an bestimmten Sonntagen) bestehen Verbindungen mit Dampfzügen nach Ettlingen.
Die Gleisanlagen sind für Linienbetrieb ausgelegt, wobei das Gleis 1 von den Stadtbahnzügen von und nach Karlsruhe und das Gleis 3 von den mit Dampflokomotiven bespannten Zügen genutzt wird. Im südlichen Bereich des Bahnhofs befindet sich eine Abstellgruppe.

### Stadtbahn-Verkehr
Bad Herrenalb ist Endpunkt der Linie S1 der Albtal-Verkehrs-Gesellschaft, 2021 bedienten täglich rund 30 Züge den Bahnhof.
| Linie                              | Strecke | Frequenz                                                                               |
| ---------------------------------- | --- | -------------------------------------------------------------------------------------- |
| S 1                                | Linkenheim-Hochstetten – Eggenstein-Leopoldshafen – KA-Neureut – Karlsruhe Marktplatz – Karlsruhe Bahnhofsvorplatz – Karlsruhe Albtalbahnhof – KA-Rüppurr – Ettlingen Stadt – Busenbach – Marxzell – Bad Herrenalb | zwischen Ettlingen und Neureut im 10-Minuten-Takt (werktags), sonst 40/20-Minuten-Takt |
| S 31 S 32 Freizeitexpress Albtäler | Menzingen/Odenheim – Bruchsal – Karlsruhe Hbf – Ettlingen Stadt – Busenbach – Marxzell – Bad Herrenalb | ein Zugpaar an Sonn- und Feiertagen von Anfang Mai bis Mitte Oktober                   |

## Omnibus
Der Bahnhof wird außerdem von verschiedenen Omnibuslinien des SüdwestBus, Müller-Reisen und Busverkehr Nordschwarzwald (BVN) bedient. Sie stellen die Verbindungen in schienenfreie Regionen dar, die Busse fahren alle vom Bahnhofsvorplatz ab und ermöglichen einen Anschluss mit der Stadtbahn Karlsruhe an einem Kombibahnsteig.
Im Jahr 2011 wurde auf der Linie 244 der Stundentakt an Wochentagen vormittags auf zwei Schulfahrten zusammengestrichen.
Zum Dezember 2012 wurde – aufgrund einer Ausschreibung und geänderter Finanzierung – der Verkehr auf den Linien 113 und 116 erheblich reduziert.
Mit dem Fahrplanwechsel 2013/2014 entfielen am Wochenende sämtliche Fahrten der Linie 719, da die Leistungen der eingebundenen Linie 723 erheblich gekürzt wurden. Im Dezember 2014 wurden die Linien 113, 116 und 719 vom RVS an den BVN abgegeben. Die Frequenz der vormals gekürzten Linien 113 und 116 wurde zum 14. Dezember 2014 und 1. November 2015 wieder verdichtet. Seit September 2015 findet am Wochenende erneut Verkehr zwischen Bad Herrenalb und Bad Wildbad statt. Zum 1. Januar 2021 wurde das Angebot auf der Linie 719 wegen der Einführung der Regiobuslinie X63 weiter reduziert. So umfasst der Fahrplan nun von Montag bis Freitag Schülerfahrten und sonn- und feiertags Anruflinientaxis im Zweistundentakt. Samstags verkehren gar keine Busse mehr. Ersatzweise gibt es auf dem Abschnitt Bad Herrenalb – Bad Wildbad – Calw die Regiobuslinie X63, täglich von ca. 5 bis 0 Uhr (sonntags ab 7 Uhr) im Stundentakt. Diese Verbindung wird vom Land Baden-Württemberg im Zuge des Programms »Landesbedeutsame Linien« gefördert. Die Linien 113, 116 und 719 wurde aufgrund des Insolvenzverfahrens der Firma BVN im Frühjahr 2020 in das Linienbündel »Calw Mitte« aufgenommen und zum 1. Januar 2021 ausgeschrieben. Den Wettbewerb gewann DB ZugBus Regionalverkehr Alb-Bodensee (RAB) für acht Jahre. In diesem Zusammenhang wurde der Verkehr auf den Linien 113 und 116 ausgeweitet, sodass es seitdem wieder einen durchgehenden Stundentakt gibt. Neu eingerichtet wurden zudem Bedarfsverkehre in den Randzeiten. Des Weiteren wurde zum 11. Januar 2021 die neue Linie 117 eingeführt, um das entstandene Verkehrsaufkommen des Wohngebietes Rennberg im Schülerverkehr abzudecken, da dieses betrieblich nur mit großem Aufwand in die dort bereits verkehrende Linie 244 integrierbar gewesen wäre. Die Linie wurde zusammen mit weiteren als Teil des Linienbündels »Calw Mitte« zum 1. Januar 2021 ausgeschrieben. Aufgrund finanzieller Schwierigkeiten wurde durch Müller-Reisen eine Entbindung der Betriebspflicht auf der Linie 716 zum 14. April 2020 beantragt. Seither und bis zum Februar 2021 wurde sie im Rahmen einer Notvergabe wieder durch den ehemaligen Betreiber RVS bedient. Nach einer gerichtlichen Entscheidung wechselte der Betreiber abermals zur Firma Engeln Omnibusverkehr. Zum 6. März 2022 wurde zudem der Verkehr im Linienbündel »Murgtal« neu geordnet, nachdem die Firma Richard Eberhardt GmbH bereits zum 12. Dezember 2021 die dortigen Verkehre nach gewonnener Ausschreibung übernommen hatte. Im Zuge dessen wurde die bisherige Linie 244 durch die neue Regiobuslinie X44 ersetzt, welche seitdem wieder täglich im Stundentakt verkehrt.
| Linie | Strecke                                                                                   | Taktfrequenz                                                         | Unternehmen                            |
| ----- | ----------------------------------------------------------------------------------------- | -------------------------------------------------------------------- | -------------------------------------- |
| 113   | Bad Herrenalb – Bernbach – Moosbronn                                                      | Mo–Fr 60 min Sa+So 60 min                                            | DB ZugBus Regionalverkehr Alb-Bodensee |
| 116   | Bad Herrenalb – Unteres Gaistal – Oberes Gaistal                                          | Mo–Fr 60 min Sa+So 60 min                                            | DB ZugBus Regionalverkehr Alb-Bodensee |
| 117   | Schulverkehr Bad Herrenalb (Freibad – Falkensteinschule)                                  | Mo–Fr einzelne Fahrten Sa+So Kein Betrieb                            | DB ZugBus Regionalverkehr Alb-Bodensee |
| 244   | (Bad Herrenalb – Loffenau –) Gernsbach – Baden-Baden                                      | Mo–Fr einzelne Fahrten in Ergänzung zur Linie X44 Sa+So Kein Betrieb | Richard Eberhardt GmbH                 |
| 716   | Bad Herrenalb – Dobel – Straubenhardt – Birkenfeld – Pforzheim                            | Mo–Sa 60 min So 120 min                                              | Omnibusverkehr Engel                   |
| 719   | Bad Herrenalb – Dobel – Höfen an der Enz – Bad Wildbad                                    | Mo–Fr einzelne Fahrten Sa Kein Betrieb So 120 min                    | DB ZugBus Regionalverkehr Alb-Bodensee |
| X44   | Bad Herrenalb – Loffenau – Gernsbach – Selbach – Baden-Baden – Steinbach – Bühl           | Mo–So 60 min                                                         | Richard Eberhardt GmbH                 |
| X63   | Bad Herrenalb – Dobel – Höfen an der Enz – Bad Wildbad – Oberreichenbach – Altburg – Calw | Mo–So 60 min                                                         | DB ZugBus Regionalverkehr Alb-Bodensee |

## Film
- SWR: Eisenbahn-Romantik – 100 Jahre Albtalbahn. (Folge 310)